# Неовичия Шторка
Неовичия Шторка (лат. Neoveitchia storckii; фидж. vuleito — вулеито, фидж. vilaito — вилаито) — вид из рода Неовичия (Neoveitchia) семейства Пальмовые (Arecaceae). Эндемик островов Фиджи.

## Распространение
Имеет ограниченный ареал, встречаясь только на территории провинции Наитасири на острове Вити-Леву. Изначально считалось, что растение произрастает только во вторичных лесах недалеко от населённого пункта Нангали в центральной части Вити-Леву, однако впоследствии ареал Neoveitchia storckii был существенно расширен, так как образцы дерева были найдены также на территории площадью 50 км², расположенной на западном берегу реки Рева. Благодаря последующим исследованиям растение также было обнаружено на восточном берегу реки Рева и к западу от её притока, реки Уаидина. Neoveitchia storckii растёт на аллювиальных долинах, а также на прилегающих подножиях местных холмов.
Длительное время популяции дерева угрожали жуки-дупляки. В 1971 году единственные экземпляры этого растения были обнаружены на небольшой территории площадью 2 га. Впоследствии были реализованы программы по снижению численности вредителей, что позволило восстановить популяцию Neoveitchia storckii. Однако в последнее время основную угрозу для растения стало представлять расширение сельскохозяйственных угодий и вырубка лесов. Согласно Красной книге МСОП вид находится в опасном состоянии.

## Биологическое описание
Neoveitchia storckii — одиночное дерево высотой до 12 м. Диаметр ствола — 45 см. Цвет — коричневый. Листья длиной до 4,5 м, имеют около 70 листочков длиной 75 см и шириной 8 см по обе стороны. В верхней части образуется компактная крона в составе 12-15 листьев.
Соцветие длиной 80 см и более, имеет два парциальных соцветия. Изначально соцветия белого цвета, затем становятся оливково-зелёными. Мужские цветки белые, размеров в 4,5 мм. Женские цветки имеют размер в 8 мм. Плоды жёлтого или красновато-жёлтого цвета, длиной 5 см и диаметром 2,2 см.

## Использование
Плоды растения съедобны. Древесина же в прошлом использовалась в строительстве.